# Ángela Becerra
Ángela Becerra (Cali, 1957) é uma romancista colombiana.
Estudou comunicação e desenho e trabalhou para agências de publicidade de Cali e Bogotá, como escritora e diretora criativa.
Em 1998 mudou-se para Barcelona, onde se dedica à literatura e é colunista do jornal gratuito ADN.

## Prêmios
- Premio Casa de América - Ed. Planeta, 2009[2]
- Premio Azorín 2005[3]
- Latin Literary Award, 2004 e 2006